# Kolarstwo na Letnich Igrzyskach Olimpijskich 1920 – wyścig drużynowy na dochodzenie mężczyzn
Wyścig drużynowy na dochodzenie mężczyzn był jedną z konkurencji kolarskich na Letnich Igrzyskach Olimpijskich 1920. Zawody odbyły się w dniu 10 sierpnia na Garden City Velodroom. W zawodach uczestniczyło 31 zawodników z 10 państw.

## Wyniki

### Ćwierćfinały
Ćwierćfinał 1
| Miejsce | Ekipa   | Czas   | Kwal. |
| ------- | ------- | ------ | ----- |
| 1       | Włochy  | 6:20,0 | Q     |
| 2       | Francja |        |       |

Ćwierćfinał 2
| Miejsce | Ekipa             | Czas   | Kwal. |
| ------- | ----------------- | ------ | ----- |
| 1       | Belgia            | 6:18,4 | Q     |
| 2       | Stany Zjednoczone |        |       |

Ćwierćfinał 3
| Miejsce | Ekipa           | Czas   | Kwal. |
| ------- | --------------- | ------ | ----- |
| 1       | Wielka Brytania | 5:23,8 | Q     |
| 2       | Holandia        |        |       |

Ćwierćfinał 4
| Miejsce | Ekipa             | Czas   | Kwal. |
| ------- | ----------------- | ------ | ----- |
| 1       | Południowa Afryka | 5:21,0 | Q     |
| 2       | Kanada            |        |       |

### Półfinały
Półfinał 1
| Miejsce | Ekipa           | Czas   | Kwal. |
| ------- | --------------- | ------ | ----- |
| 1       | Wielka Brytania | 5:14,0 | Q     |
| 2       | Belgia          | 5:20,2 |       |

Półfinał 2
| Miejsce | Ekipa             | Czas   | Kwal. |
| ------- | ----------------- | ------ | ----- |
| 1       | Włochy            | 5:10,8 | Q     |
| 2       | Południowa Afryka | 5:17,8 |       |

### Finał
Ekipa włoska zajęła pierwsze miejsce po oprotestowaniu wyników.
| Miejsce | Ekipa           | Czas   |
| ------- | --------------- | ------ |
| 1       | Włochy          | 5:14,2 |
| 2       | Wielka Brytania | 5:13,8 |